# Norbert Dreßler
Norbert Dreßler (* 1944) ist ein ehemaliger Politiker der SED. Er war Erster Stellvertreter des Vorsitzenden des Rates des Bezirkes Karl-Marx-Stadt.
Der ausgebildete Ingenieurökonom mit Fachschulabschluss gehörte seit 1978 der SED-Bezirksleitung Karl-Marx-Stadt an und war dort bis 1985 als Leiter der Abteilung Staatsfragen tätig. Ab Mai 1981 gehörte er als Abgeordneter dem Bezirkstag Karl-Marx-Stadt an. Am 27. Februar 1985 wurde er Erster Stellvertreter des Bezirksratsvorsitzenden Lothar Fichtner (Nachfolger von Günter Bayer).
Er wurde am 28. Februar 1990 auf der 17. Tagung des Bezirkstags von seiner Funktion als Erster Stellvertreter des Vorsitzenden abberufen. Ab März 1990 war er Leiter der Arbeitsgruppe im Bezirk Karl-Marx-Stadt zur Vorbereitung der Bildung des Landes Sachsen. Als im April 1990 die Arbeitsgruppe Verfassung des Landes Sachsen gebildet wurde, vertrat Norbert Dreßler dort einige Zeit die SED-PDS.